# Carlo Cantù
Pour les articles homonymes, voir Cantu.
Carlo Cantù (1609-1676), célèbre sous le nom de Buffetto, est un acteur italien de la commedia dell'arte.

## Biographie
Acteur de la commedia dell'arte (1609-1676), il fut au service des ducs de Parme et spécialement du cardinal Francesco Maria Farnese, tenant le rôle  de premier zanni sous le nom de Buffetto. Il a épousé la veuve de Francesco Biancolelli, Isabella Franchini titulaire du rôle de Colombina). En 1645, estimé, il est appelé à Paris par Anne d'Autriche emmenant avec lui Domenico Giuseppe Biancolelli. Après divers succès, il retourne en Italie où il continue à jouer avec son épouse. Il a publié « Cicalamento in canzonette ridicolose »(1646), compte rendu en chansonnettes de l'histoire originale de son mariage.
Il a initié au rôle du « second Zanni » Domenico Giuseppe Biancolelli fils de Francesco Biancolelli et d'Isabella Franchini (qui deviendra son épouse après le décès de son mari).